# کارل فن لینده
کارل فن لینده (انگلیسی: Carl von Linde; ۱۱ ژوئن ۱۸۴۲ – ۱۶ نوامبر ۱۹۳۴) یک مهندس اهل آلمان بود.